# Mäntyharju
Mäntyharju – gmina w Finlandii, położona w południowo-wschodniej części kraju, należąca do regionu Etelä-Savo.